# European Heart Journal
Het European Heart Journal (ISSN 0195-668X), voorheen European Journal of Cardiology is een internationaal peer-reviewed wetenschappelijk tijdschrift op het gebied van de Hart- en vaatziekten. In 2018 had het een impactfactor van 24,889; daarmee behoort het tot de meest toonaangevende tijdschriften op zijn gebied. Het wordt uitgegeven door Oxford University Press namens de European Society of Cardiology. Het tijdschrift wordt tweemaal per maand uitgegeven; het eerste nummer verscheen in 1980.
De naam van het tijdschrift wordt in literatuurverwijzingen meestal afgekort tot Eur. Heart J.